# Hémérothèque

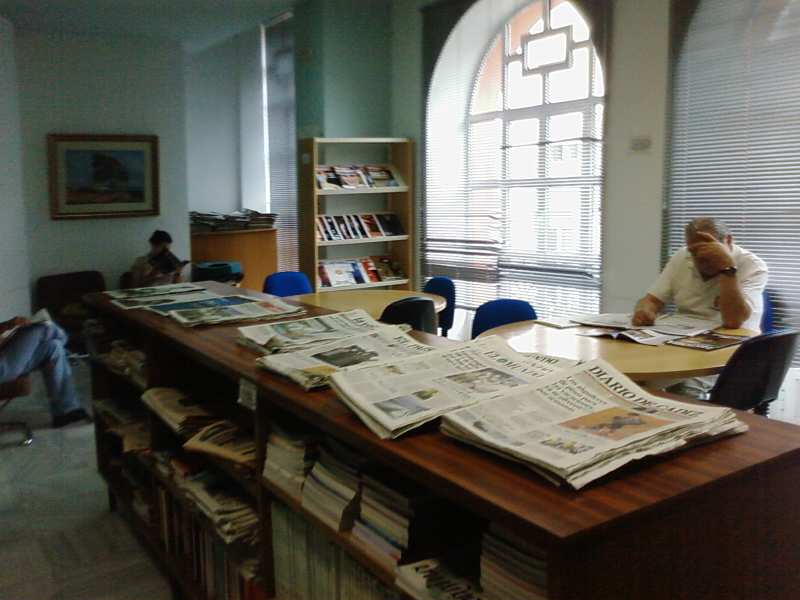
Hémérothèque.

Une hémérothèque est un lieu où l'on conserve et archive les journaux, magazines et autres périodiques de la presse écrite à des fins de consultation dans les bibliothèques publiques. Le terme fait également référence à une collection ou à un ensemble de journaux, magazines et autres publications journalistiques sur un document spécifique.
En principe une hémérothèque est une section d'une bibliothèque, mais ce terme désigne aussi les archives des éditeurs.

## Étymologie
Le terme hémérothèque vient du grec ancien ἡμέρα hêmera, signifiant jour, et de θήκη, thêkê, qui a donné -thèque, signifiant boîte, lieu où l'on garde. Le terme provient d'une communication au congrès international des bibliothécaires de Paris en 1900, proposée par Henry Martin, Conservateur adjoint à la Bibliothèque de l'Arsenal, Secrétaire général du Congrès. Le terme hémérothèque est ainsi proposé comme abréviation de éphémérothèque (de ἐφημερίς, ephêmeris, signifiant journal, et θήκη).
"Peut-être pourrait-on proposer le mot : Éphémérithèque ou Éphémérothèque, ou encore, par abréviation : Hémérothèque ; et nous pourrions voir alors certaines grandes villes dotées de leur Hémérothèque nationale, à laquelle donneraient leurs soins des Hémérothé¬ caires. Mais ce n'est là qu'une question bien secondaire. Qu'on fonde une bibliothèque centrale des journaux, un nom convenable lui sera vite trouvé."

Henry Martin

## Histoire
Une hémérothèque est une institution publique ou privée qui offre, sous diverses modalités, l'accès à un service de catalogue et de consultation de journaux, revues et périodiques. Revues et journaux peuvent être conservés généralement soit sous forme papier, soit sur microfilm ou microfiche. À cela s'ajoutent aujourd'hui les hémérothèques virtuelles où les documents sont disponibles sous forme numérique avec possibilité d'accès par Internet.
Une hémérothèque collectionne des journaux en archivant des revues spécialisées, fournissant ainsi aux scientifiques l'occasion d'y faire des recherches et de se maintenir à jour sur les progrès dans leur domaine. Ces publications sont surtout destinées aux chercheurs, enseignants et étudiants d'université.
Mais également, ou comme alternative, une hémérothèque est dédiée à la collecte des quotidiens les plus courants, permettant ainsi de préserver la mémoire collective d'un passé plus ou moins récent.